# 阿劳西奥
阿劳西奥（英語：Arausio (god)）。凯尔特职司河流的神祇之一。盛行于罗马统治时期的高卢南部地区，其事迹反映于相关出土的文物之铭文。具有重大的宗教影响与历史意义 。

## 扩展阅读
- Dictionary of Celtic Myth and Legend. Miranda Green. Thames and Hudson Ltd. London. 1997